# Konstantin Schönbächler
Konstantin Schönbächler (* 19. Juni 1925; † 5. August 1994), genannt Stanti, war ein Schweizer Akkordeonist und vormaliger Schwinger in Jonen im Schweizer Kanton Aargau. 
Schönbächler war heimatberechtigt in Einsiedeln, einer kleinen Stadt, in der er aufwuchs. Von Beruf war er Viehhändler, Land- und Gastwirt. Im von ihm betreuten Restaurant Löwen in Jonen organisierte er regelmässig Musikantentreffs, die sogenannten Stubeten. Eine namhafte Musikgruppe war das Handorgelduett Schönbächler-Buser mit Albert Buser, das unter anderem beim 2. Eidgenössischen Ländlermusikfest auftrat. Ebenfalls bekannt war die Ländlerkapelle Schönbächler-Wachter mit Ruedi Wachter, die ab 1971 existierte. Stanti Schönbächler komponierte zahlreiche Melodien im Stil des traditionellen Ländlers, allen voran den Bravourwalzer „Bim Stalde-Rösi“.